# Pérignac
|  | Per a altres significats, vegeu «Pérignac (Charente)». |

Pérignac és un municipi francès al departament de la Charanta Marítima i a la regió de Nova Aquitània. L'any 2007 tenia 975 habitants.

## Demografia

### Població
El 2007 la població de fet de Pérignac era de 975 persones. Hi havia 396 famílies de les quals 88 eren unipersonals (40 homes vivint sols i 48 dones vivint soles), 176 parelles sense fills, 128 parelles amb fills i 4 famílies monoparentals amb fills.
La població ha evolucionat segons el següent gràfic:

### Habitatges
El 2007 hi havia 460 habitatges, 405 eren l'habitatge principal de la família, 18 eren segones residències i 36 estaven desocupats. 450 eren cases i 9 eren apartaments. Dels 405 habitatges principals, 312 estaven ocupats pels seus propietaris, 85 estaven llogats i ocupats pels llogaters i 8 estaven cedits a títol gratuït; 1 tenia una cambra, 15 en tenien dues, 49 en tenien tres, 101 en tenien quatre i 239 en tenien cinc o més. 348 habitatges disposaven pel capbaix d'una plaça de pàrquing. A 157 habitatges hi havia un automòbil i a 217 n'hi havia dos o més.

### Piràmide de població
La piràmide de població per edats i sexe el 2009 era:
| Homes | Edats   | Dones |
| ----- | ------- | ----- |
| 0     | 95 o +  | 0     |
| 4     | 90 a 94 | 4     |
| 12    | 85 a 89 | 16    |
| 16    | 80 a 84 | 8     |
| 24    | 75 a 79 | 28    |
| 12    | 70 a 74 | 20    |
| 12    | 65 a 69 | 36    |
| 32    | 60 a 64 | 20    |
| 16    | 55 a 59 | 8     |
| 28    | 50 a 54 | 28    |
| 36    | 45 a 49 | 36    |
| 20    | 40 a 44 | 32    |
| 52    | 35 a 39 | 40    |
| 32    | 30 a 34 | 32    |
| 48    | 25 a 29 | 48    |
| 20    | 20 a 24 | 32    |
| 20    | 15 a 19 | 20    |
| 24    | 10 a 14 | 24    |
| 44    | 5 a 9   | 8     |
| 32    | 0 a 4   | 48    |

## Economia
El 2007 la població en edat de treballar era de 627 persones, 476 eren actives i 151 eren inactives. De les 476 persones actives 425 estaven ocupades (229 homes i 196 dones) i 51 estaven aturades (20 homes i 31 dones). De les 151 persones inactives 61 estaven jubilades, 46 estaven estudiant i 44 estaven classificades com a «altres inactius».

### Ingressos
El 2009 a Pérignac hi havia 399 unitats fiscals que integraven 965 persones, la mediana anual d'ingressos fiscals per persona era de 17.429 €.

### Activitats econòmiques
Dels 52 establiments que hi havia el 2007, 2 eren d'empreses alimentàries, 13 d'empreses de fabricació d'altres productes industrials, 7 d'empreses de construcció, 12 d'empreses de comerç i reparació d'automòbils, 2 d'empreses de transport, 2 d'empreses d'hostatgeria i restauració, 1 d'una empresa immobiliària, 4 d'empreses de serveis, 6 d'entitats de l'administració pública i 3 d'empreses classificades com a «altres activitats de serveis».
Dels 8 establiments de servei als particulars que hi havia el 2009, 2 eren tallers de reparació d'automòbils i de material agrícola, 2 paletes, 1 guixaire pintor, 1 lampisteria, 1 perruqueria i 1 restaurant.
Dels 4 establiments comercials que hi havia el 2009, 1 era una fleca, 1 una carnisseria, 1 una llibreria i 1 una botiga de mobles.
L'any 2000 a Pérignac hi havia 55 explotacions agrícoles que ocupaven un total de 2.115 hectàrees.

## Equipaments sanitaris i escolars
L'únic equipament sanitari que hi havia el 2009 era una farmàcia.
El 2009 hi havia una escola elemental integrada dins d'un grup escolar amb les comunes properes formant una escola dispersa.

## Poblacions properes
El següent diagrama mostra les poblacions més properes.